# Sálih Arúrí
Sálih Arúrí (arabsky صالح العاروري‎, 19. srpna 1966 Árurá, Západní břeh Jordánu – 2. ledna 2024 Bejrút) byl vedoucí představitel Hamásu, zakladatel a velitel Brigád Izz ad-Dína al-Kassáma, militaristické organizace Hamásu. Působil jako místopředseda politického byra Hamásu a velitel Hamásu na Západním břehu Jordánu. Žil v Libanonu, kde i zemřel.
Arúrí byl popisován jako „schopný, charismatický, podezřívavý a chytrý člověk s vynikajícími kontakty.“ Udi Levij, který pracoval přes 30 let s izraelskou zpravodajskou službou, popsal Arúrího jako „íránského muže uvnitř Hamásu“. Vláda Spojených států amerických obvinila Arúrího z toho, že byl „vysoce postaveným vojenským vůdcem Hamásu, který na počátku 90. let působil jako vůdce studentské buňky Hamásu na Hebronské univerzitě.“ Rovněž působil jako náborář a aktivně se podílel na získávání a převádění finančních prostředků jménem Hamásu. Byl považován za architekta útoku 7. října na Izrael a zmapována byla jeho role při rozšiřování Hamásu na Západním břehu, zejména podíl na útocích.
V roce 2015 ho Spojené státy americké označily za teroristu a také vypsaly odměnu 5 milionů dolarů za jeho hlavu. Byl zabit izraelským dronem v roce 2024 během války Izraele s Hamásem.